# Utricularia limosa
Utricularia limosa — вид рослин із родини пухирникових (Lentibulariaceae).

## Біоморфологічна характеристика
Це багаторічна чи однорічна підводна чи наземна рослина. Ризоїди і столони капілярні, розгалужені. Пастки на столонах і листках, на довгих ніжках, косо-яйцюваті, 0.5–1 мм, зовні вкриті булавоподібними залозами. Листки численні, від основи квітконосу і столонових вузлів, на довгих ніжках, до 5 см разом з ніжками, пластина перисторозділена, гола. Суцвіття прямовисні, 5–25 см, 2–10-квіткові. Нижня частка чашечки зворотно-яйцювато-довгаста, 1.3–2 мм, верхівка закруглена; верхня частка поперечно-еліптична, 1.1–1.5 мм, верхівка закруглена. Віночок фіолетовий, з жовтою плямою біля основи нижньої губи, 4.5–6 мм. Коробочка куляста, 2–3 мм. Насіння кулясте, 0.2–0.3 мм у діаметрі.

## Поширення
Цей вид росте у південно-східній Азії (Камбоджа, Китай, Лаос, Таїланд, М'янма, В'єтнам, Малайзія, Індонезія, Папуа-Нова Гвінея) й Австралії.
Зростає на вологих пасовищах, рисових полях і на околицях постійних і короткочасних прісноводних ставків і озер; на висотах від 0 до 500 метрів.